# Verschwörung gegen Amerika
Verschwörung gegen Amerika (englischer Originaltitel The Plot Against America) ist ein 2004 erschienener Roman des amerikanischen Schriftstellers Philip Roth. Die deutsche Übersetzung von Werner Schmitz erschien im August 2005 im Münchener Hanser Verlag. Der Roman ist dem Genre der Alternativweltgeschichte zuzurechnen. Der fiktionale Ich-Erzähler Philip Roth erinnert sich darin an seine Kindheit, in der er und seine jüdische Familie zu Beginn des Zweiten Weltkrieges zu Opfern einer faschistischen Machtübernahme in den USA wurden.

## Handlung
Der Roman zeichnet den Weg der Familie Roth in den Jahren 1940 bis 1942 nach. Die Familie lebt zunächst in einem vorwiegend jüdischen Stadtteil von Newark vor den Toren New Yorks ein recht beschauliches Leben. Vater Herman Roth hat als Versicherungsvertreter ein kommodes Auskommen, die Mutter sorgt als Hausfrau für den siebenjährigen Philip, den zwölfjährigen Sandy und den gerade volljährig gewordenen verwaisten Neffen Alvin.
Nach dem Ausbruch des Zweiten Weltkrieges 1939 gerät die Familie Roth in die politischen Wirren des Landes. Alvin meldet sich bei der kanadischen Armee freiwillig zum Kriegseinsatz, verliert im Feldkampf ein Bein und kehrt auf Krücken und lebensmüde nach Newark zurück. Die Republikanische Partei wirft derweil Präsident Franklin D. Roosevelt vor, eine pro-interventionistische Politik zu betreiben, also den Eintritt der USA in den europäischen Krieg an der Seite Englands in die Wege zu leiten. Der Luftfahrtpionier Charles Lindbergh, der in den 1930er Jahren in Deutschland von Hitler und Göring hofiert worden war und sich in der Folge wohlgefällig über den deutschen Nationalsozialismus geäußert hatte, schwingt sich zum Präsidentschaftskandidaten der Partei auf.
Mit der berühmten Spirit of St. Louis, dem Flugzeug, mit dem ihm 1927 die erste Nonstop-Atlantiküberquerung im Alleinflug der Luftfahrtgeschichte gelang, tourt Lindbergh nun durch alle 48 Bundesstaaten und wirbt mit dem Slogan Vote for Lindbergh or vote for war („Wählt Lindbergh oder wählt den Krieg!“) für seine Kandidatur. Unter den Juden Newarks breitet sich Angst aus, doch ausgerechnet einer der angesehensten Rabbiner der Stadt macht sich bei Lindberghs Visite in Newark zu seinem Fürsprecher. Für die Familie Roth ist dieser Umstand auch bedeutend, da dieser Rabbi Bengelsdorf kurz darauf Evelyn, die Tante Philip Roths, heiratet – die Roths bleiben der Hochzeit fern.
Lindbergh gewinnt die Wahl in einem Erdrutschsieg und zieht als 33. Präsident der USA in das Weiße Haus ein, und die antisemitische Stimmung im Land verstärkt sich. Die Familie Roth muss dies bei einem Ausflug in die Bundeshauptstadt Washington, D.C. am eigenen Leibe erfahren: Das Zimmer, das sie in einem Hotel gebucht hatten, wird ihnen ohne weitere Gründe verweigert, und auch andernorts muss sich Vater Herman als „vorlauter Jude“ beschimpfen lassen. Um Lindbergh entwickelt sich ein zwar nicht staatlich verordneter, aber dennoch merklicher Personenkult, dem auch Philips älterer Bruder Sandy verfällt. In Sandys High School wirbt die Jugendorganisation Just Folks dafür, die Schollenverbundenheit der amerikanischen Jugend zu stärken, und so wird Sandy über den Sommer auf eine Tabakfarm in Kentucky geschickt. Nach seiner Rückkehr hat er die quasi-völkische Ideologie des Programms verinnerlicht und entfremdet sich zunehmend seiner Familie.
Einen Höhepunkt erreicht dieser familiäre Konflikt, als Sandy von Rabbi Bengelsdorf und seiner Frau Evelyn als Repräsentant von Just Folks ins Weiße Haus eingeladen wird, wo Präsident Lindbergh ein Festessen für den deutschen Außenminister Joachim von Ribbentrop veranstaltet. Vater Roth verbietet Sandys Teilnahme, und Mutter Roth verweist ihre Schwester Evelyn des Hauses.
Ribbentrops Besuch wird von vielen amerikanischen Juden als Vorbereitung zum Kriegseintritt der USA an Seiten der Achsenmächte gedeutet, und eine mit den Roths befreundete Familie wandert aus Furcht nach Kanada aus. Ihre Befürchtungen sehen sie bestätigt, als mit einem Gesetz namens Homestead 42 die Umsiedlung jüdischer Familien aus den jüdischen Siedlungszentren der Ostküste ins amerikanische Hinterland in die Wege geleitet wird. Für diesen Zweck wird eigens eine eigene Bundesbehörde gegründet, das Office of American Absorption („Amt für amerikanische Absorption“), bei dem auch Philips Tante Evelyn arbeitet. Vorgebliches Ziel dieser an die Erfolge des Homestead Act von 1862 rührenden Umsiedlung ist es, die Isolation der Juden innerhalb der amerikanischen Gesellschaft zu beenden und eine harmonische Assimilation herbeizuführen, doch tatsächlich geht es den Machthabern darum, den Zusammenhalt der jüdischen Gemeinschaft und so auch ihren Einfluss bei lokalen Wahlen zu brechen. Die Roths sollen nach Kentucky umgesiedelt werden, doch Vater Herman widersetzt sich. Er kündigt bei seinem Arbeitgeber und arbeitet fortan als Lagergehilfe für seinen Bruder, Philips Onkel Monty.
Die politische Opposition, also die Demokratische Partei, verhält sich bis zu diesem Zeitpunkt recht ruhig, doch nach dem Erlass des Umsiedlungsgesetzes setzt sich der scharfzüngige jüdische Zeitungs- und Rundfunkkommentator Walter Winchell an die Spitze einer Gegenbewegung. Nachdem er in seiner von Millionen Amerikanern gehörten Radiosendung Lindbergh und seine Gefolgschaft als Fünfte Kolonne Hitlers verfemt hatte, wird er von seinem Arbeitgeber William Randolph Hearst entlassen, erklärt aber daraufhin seine Absicht, bei der nächsten Präsidentschaftswahl anzutreten. Winchell beginnt sodann seine Wahlkampftour in New York. Bei seinen Auftritten in anderen Städten kommt es zu Unruhen, Attentaten und schließlich Pogromen, bis er bei einer seiner Reden erschossen wird.
Seine Beerdigung in New York gerät zu einer Demonstration gegen den Präsidenten Lindbergh, die vom Bürgermeister LaGuardia angeführt wird.
Auch die jüdische Gemeinde Newarks rüstet sich gegen ein Pogrom in ihrer eigenen Stadt, als kurz darauf Lindbergh mit seinem Flugzeug spurlos verschwindet und sich die Meldungen und Gerüchte über das Schicksal Lindberghs überschlagen.
Vizepräsident Burton K. Wheeler übernimmt die Amtsführung, was einem faschistischen Putsch gleichkommt. Regimegegner wie der New Yorker Bürgermeister LaGuardia und der vorherige Präsident Roosevelt werden verhaftet. Lindberghs Ehefrau, die immer zur Besonnenheit gemahnt hat, wird in eine psychiatrische Klinik geschafft. Auch Rabbi Bengelsdorf wird als Rabbi Rasputin festgenommen; seine Frau sucht Zuflucht bei den Roths.
Schließlich gelingt es Lindberghs Frau, zu fliehen. Sie fordert in einer Radioansprache die Amerikaner auf, Wheeler die Gefolgschaft zu verweigern, und ihr Ansehen als First Lady verhilft dem Appell zum Erfolg.
Lindberghs und Wheelers Herrschaft wird als mutmaßliche Verschwörung Nazideutschlands enttarnt, und bei der nächsten Präsidentschaftswahl gewinnt Roosevelt. Nach dem Angriff auf Pearl Harbor treten die USA in den Krieg ein – die Weltgeschichte verläuft wieder in den „tatsächlichen“ Bahnen.

## Fakt und Fiktion

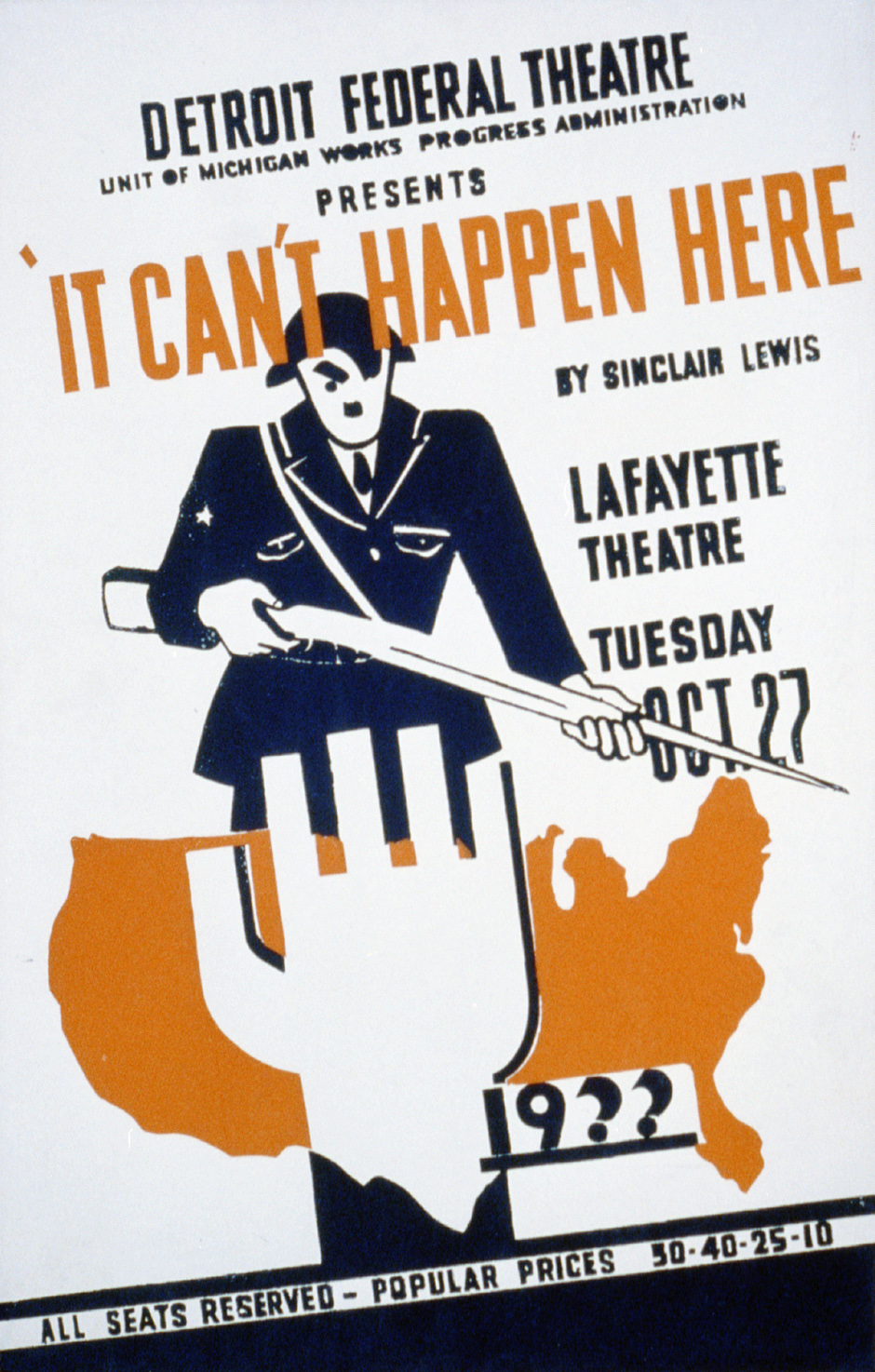
Poster zu einer Bühnenadaption von Sinclair Lewis’ It Can’t Happen Here (um 1936)

Der Roman vermischt historische Fakten und literarische Fiktion. Besonders in der Literatur der amerikanischen Postmoderne (etwa bei Thomas Pynchon oder Robert Coover) ist die Kontrafaktizität ein häufiger Modus. In dieser Grauzone bewegt sich auch Roths Darstellung seiner eigenen Familie und seiner selbst. Die Fiktionalisierung der eigenen Person hat in der amerikanischen Literatur Tradition. Ein berühmtes Beispiel ist Norman Mailers The Armies of the Night. Mailer machte sich darin zum Protagonisten des Romans; der Untertitel des Werkes lautet „Geschichte als Roman; der Roman als Geschichte“. Für diese Art der Literatur schlug Mailer den Gattungsbegriff faction vor, eine Wortschöpfung aus fact (Fakt) und fiction (Fiktion), und so wäre nach Mailer auch Roths Roman dieser Gattung zuzurechnen. Tatsächlich hat Roth sich schon in anderen Romanen mehr oder minder fiktionalisiert in die Rolle des Ich-Erzählers versetzt.
Das Szenario einer faschistischen Machtübernahme in den USA wurde schon in den 1930er Jahren von mehreren Schriftstellern ausgemalt. Am bekanntesten ist der Roman It Can’t Happen Here (Das ist bei uns nicht möglich) des Nobelpreisträgers Sinclair Lewis. In Nathanael Wests The Cool Million (1934) gelingt die faschistische Machtübernahme in den USA. West, wie Roth ein jüdischer Amerikaner, ist Roths Vision wohl näher. West und Roth eint die Erfahrung, auch in Amerika Antisemitismus ausgesetzt zu sein, und daher hegen sie Misstrauen gegenüber der vorgeblichen Toleranz und Demokratiebegeisterung der Amerikaner.
Viele Zitate insbesondere Lindberghs sind faktisch; um dem interessierten Leser die Grenze zwischen Fakt und Fiktion zu verdeutlichen, hat Roth einen Anhang zum Roman erstellt, in dem er die tatsächlichen Biografien einiger historischer Personen darlegt, die er fiktionalisiert hat, zudem einige Auszüge aus Reden Lindberghs. Lindbergh war Sprecher des isolationistischen America First Committee und wurde von Göring mit einem Orden ausgezeichnet. Roth gab in einem Interview an, dass ihm die Idee zu seinem Roman kam, als er in der Autobiografie Arthur M. Schlesingers die Bemerkung las, dass konservative Senatoren um 1940 tatsächlich erwogen, Lindbergh als Präsidentschaftskandidaten der Republikaner zu nominieren.
Auch gab es in den 1940er Jahren antisemitische Ausschreitungen. Insbesondere in den Industriestädten des Nordens (vor allem Detroit) wuchsen sie sich zu Pogromen aus; hier war der Antisemitismus Henry Fords und des katholischen Priesters Charles Coughlin auf fruchtbaren Boden gefallen.

## Kritische Aufnahme
Verschwörung gegen Amerika wurde von den Literaturkritikern in den USA wenn nicht euphorisch, so doch überwiegend wohlwollend aufgenommen. Häufig bemängelten die Kritiker jedoch das Ende des Buches – Roths Entscheidung, Lindbergh spurlos verschwinden zu lassen, erschien ihnen als ein deus ex machina.
Selbst die New York Times, mit der Roth seit Jahren eine innige Hassliebe verbindet – und die auch im Roman selbst einen Seitenhieb einstecken muss –, gewann dem Roman rührende Momente ab. Michiko Kakutani bemängelte zwar die Ausarbeitung des politisch-historischen Tableaus des Romans als comicartig überzeichnet und die Auflösung des Plots als  grotesk, lobte aber die sorgfältige „mikroskopisch“-psychologische Darstellung der Familie Roth und ihrer Mitglieder. Insgesamt fügten sich die Stücke aber nicht zu einem ganzen – der Roman scheitere letztlich an dem Versuch, zwei inkompatible Genres – politischer Thriller und Entwicklungsroman – zu verbinden. Joan Acocella stellte dem Roman im New Yorker ein makelloses Zeugnis aus und betonte dabei die komischen Elemente des Romans. Die Leichtigkeit, mit der Roth einen glaubwürdigen Realismus mit einer alptraumartigen Dystopie verbindet, stelle ihn und seinen Roman in die Tradition der großen Satiriker der Weltliteratur – Swift, Gogol und Kafka.
Roths Roman wurde von verschiedenen Kritikern und Lesern als Allegorie auf die Bush-Regierung gelesen. So schrieb etwa Kakutani, dass der Roman als Warnung vor der Einschränkung der Bürgerrechte im Rahmen des PATRIOT Act, aber auch als Warnung vor außenpolitischem Isolationismus gelesen werden könne. Roth, ein bekennender Bush-Gegner, wies derartige Interpretation aber wiederholt zurück.

## Auszeichnungen
Für Verschwörung gegen Amerika wurde Roth mit dem Preis der Society of American Historians für den besten historischen Roman mit amerikanischer Thematik geehrt (James Fenimore Cooper Prize), zudem gewann er den Sidewise Award for Alternate History 2005.
In Großbritannien gewann der Roman den renommierten W. H. Smith Award. Roth wurde somit zum ersten Schriftsteller nach 64 Jahren, der zum zweiten Mal diese Auszeichnung errang.

## Ausgaben

### Englisch
- The Plot Against America. Houghton Mifflin: New York 2004. ISBN 0-618-50928-3 (Taschenbuchausgabe ISBN 1-4000-7949-7)

### Deutsch
- Verschwörung gegen Amerika. Hanser: München 2005. ISBN 3-446-20662-0
- Verschwörung gegen Amerika. Rowohlt Taschenbuch Verlag: Reinbek 2007. ISBN 3-499-24087-4

Das Hakenkreuz über der Briefmarke des Yosemite-Nationalparks wurde auf dem Cover der deutschen Ausgabe und auch auf dem britischen Druck aus dem Jahre 2005 (Vintage-Verlag) durch ein einfaches Kreuz ersetzt.

## Adaption als Fernsehserie
Der Roman wurde als sechsteilige US-amerikanische Fernsehserie namens The Plot Against America adaptiert und von HBO produziert. Die deutsche Fassung ist seit dem 13. Mai 2020 bei Sky Ticket verfügbar.